# Portrait of Harpo
Portrait of Harpo är ett samlingsalbum av den svenska popartisten Harpo, utgivet 1991 på EMI. Innehåller låtar från 1973-1979 och 1983.

## Låtlista
Där inte annat anges är låtarna skrivna av Harpo.
1. "Moviestar" (1975)
2. "Motorcycle Mama" (Harpo, Bengt Palmers) (1976)
3. "Teddy Love" (Harpo, Palmers) (1974)
4. "Bianca" (Harpo, Palmers) (1979)
5. "My Teenage Queen" (1974)
6. "In the Zumzumzummernight" (1977)
7. "Television" (1977)
8. "San Franciscan Nights" (E. Burdon, V. Briggs, B. Jenkins, J. Weider, D. McCulloch) (1977)
9. "Honolulu" (1973)
10. "Smile" (C. Chaplin, J. Turner, G. Parsons) (1976)
11. "Sayonara" (Harpo, Palmers) (1973)
12. "Horoscope" (1976)
13. "Jessica" (1976)
14. "My Bubblegum Gun" (1976)
15. "Baby Boomerang" (Harpo, Palmers) (1974)
16. "Rock 'n' Roll Clown" (Harpo, Palmers) (1976)
17. "With a Girl Like You" (R. Presley) (1978)
18. "I'm Comin' to Get You" (1973)
19. "I Wrote a Love Song" (1976)
20. "Valerie" (Harpo, Palmers) (1976)
21. "The World Is a Circus" (1974)
22. "Light a Candle" (Harpo, Palmers) (1983)